# Rhabdophera arefacta
Rhabdophera arefacta is een vlinder uit de familie spinneruilen (Erebidae). De wetenschappelijke naam is voor het eerst geldig gepubliceerd in 1884 door Swinhoe.
De soort komt voor in tropisch Afrika.